# Agabus wollastoni
Agabus wollastoni är en skalbaggsart som beskrevs av Sharp 1882. Agabus wollastoni ingår i släktet Agabus och familjen dykare. Inga underarter finns listade i Catalogue of Life.